# Museum (metro de Toronto)
Museum es una estación de la línea 1 Yonge–University del metro de Toronto. Se ubica cerca del Royal Ontario Museum, del cual recibe su nombre.

## Arquitectura y arte
En 2008 la estación fue renovada para evocar las exhibiciones artísticas del Royal Ontario Museum. Las columnas de soporte fueron reformadas para parecerse a antiguas deidades egipcias, guerreros toltecas, columnas dóricas del Partenón, columnas de la Ciudad Prohibida de Pekín y postes de las casas de las Naciones Originarias de Canadá.

## Galería de imágenes

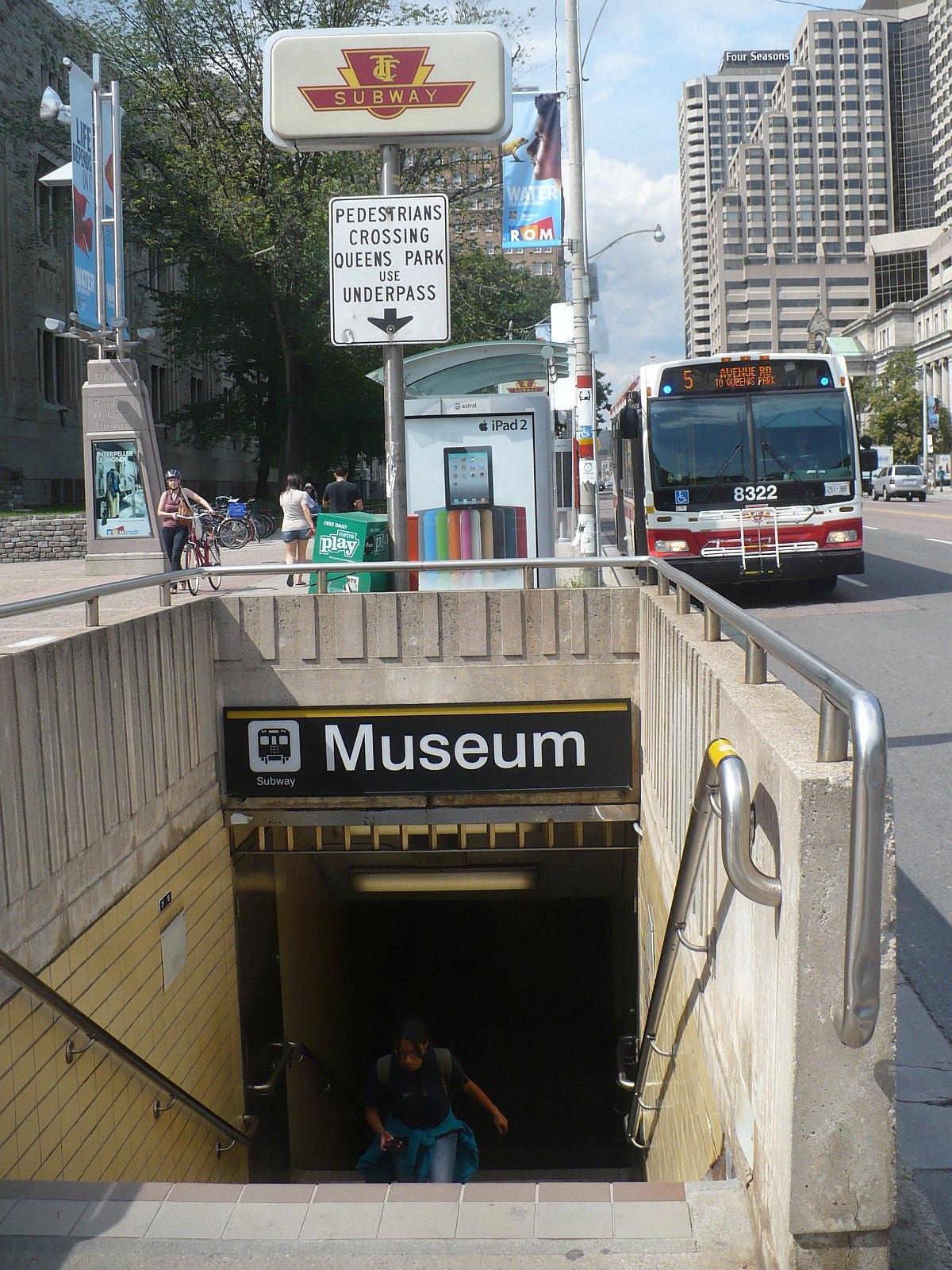
Entrada al museo desde la calle Queen's Park.
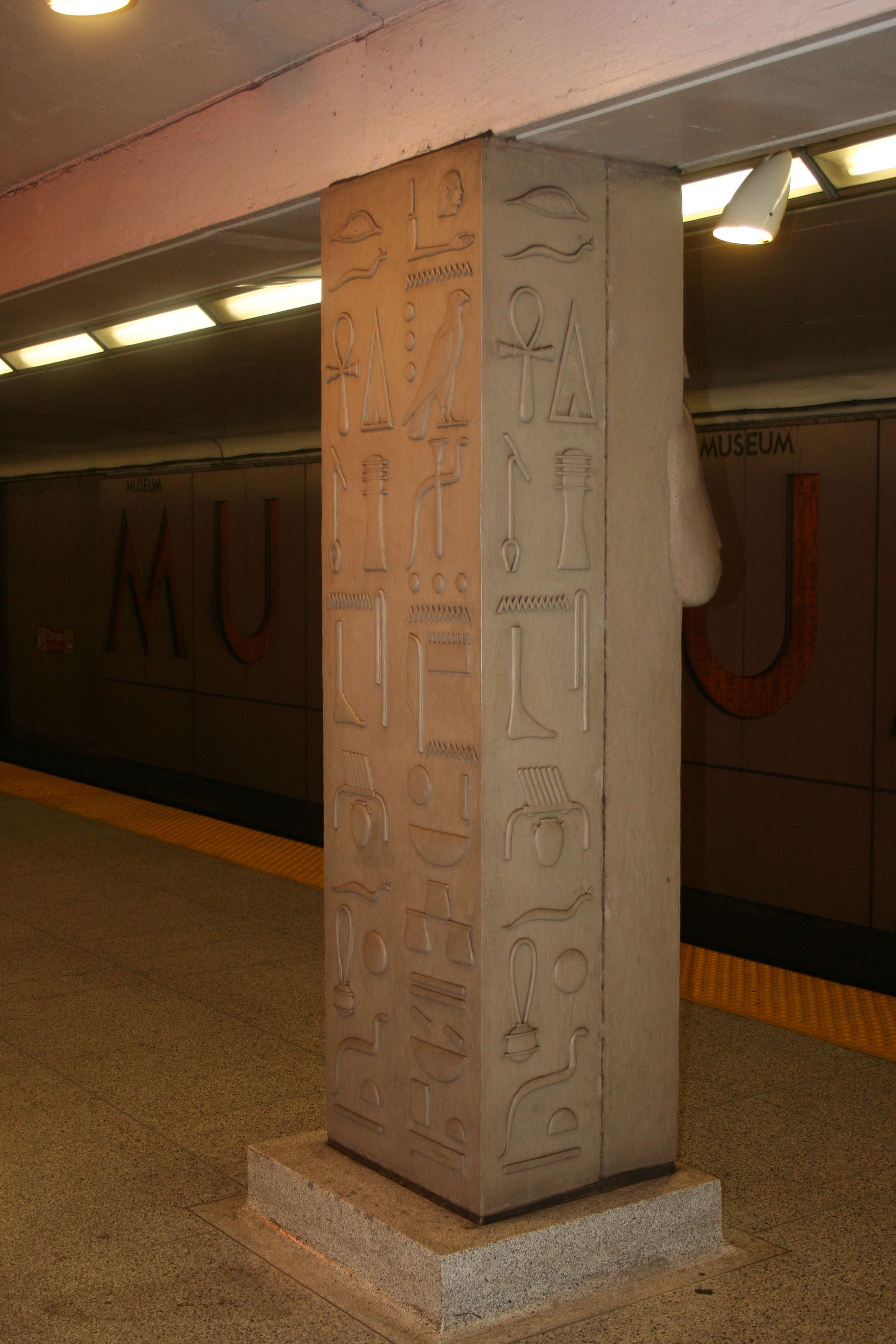
Columna decorada con jeroglíficos.
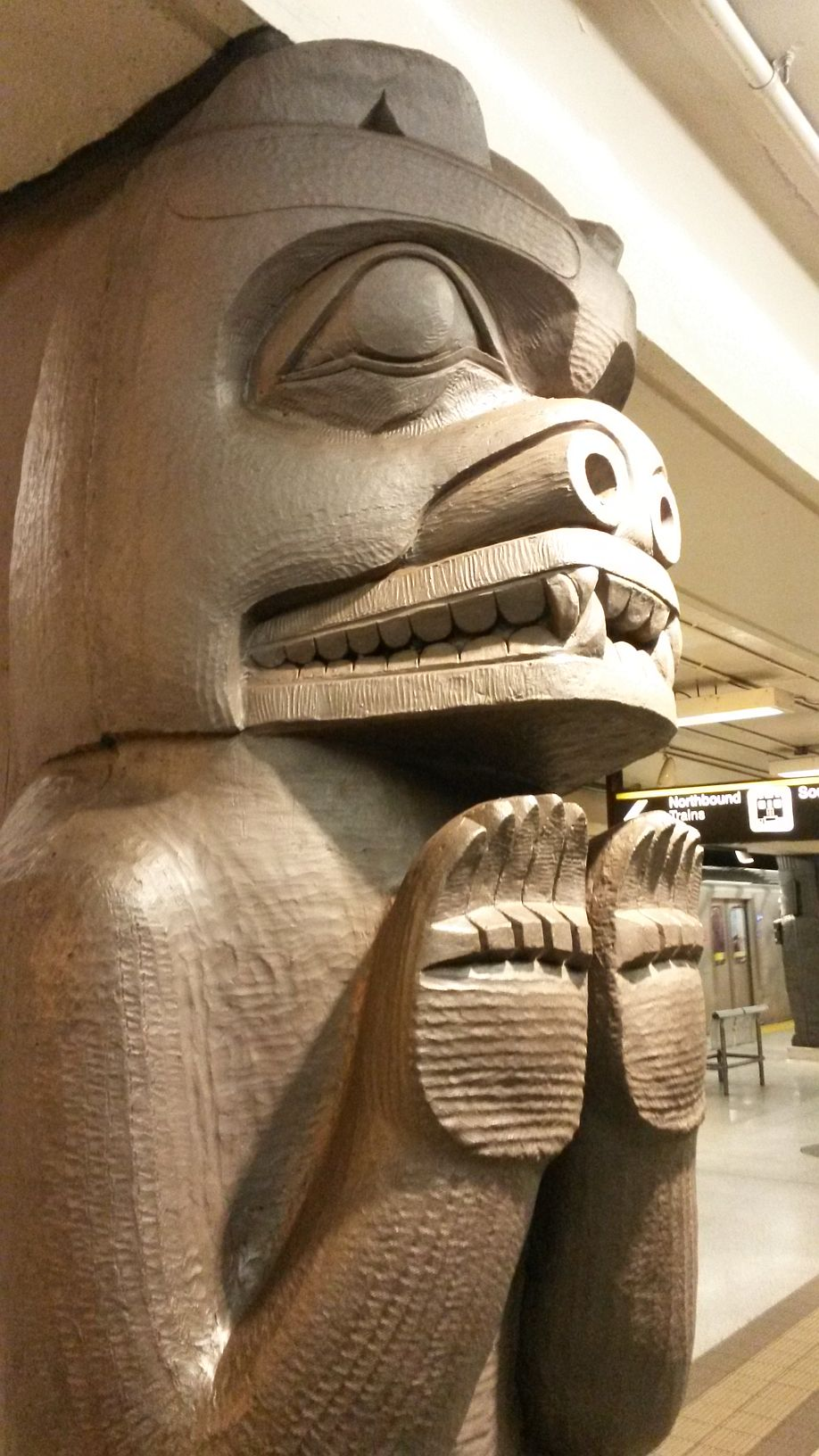
Detalle de una de las columnas.
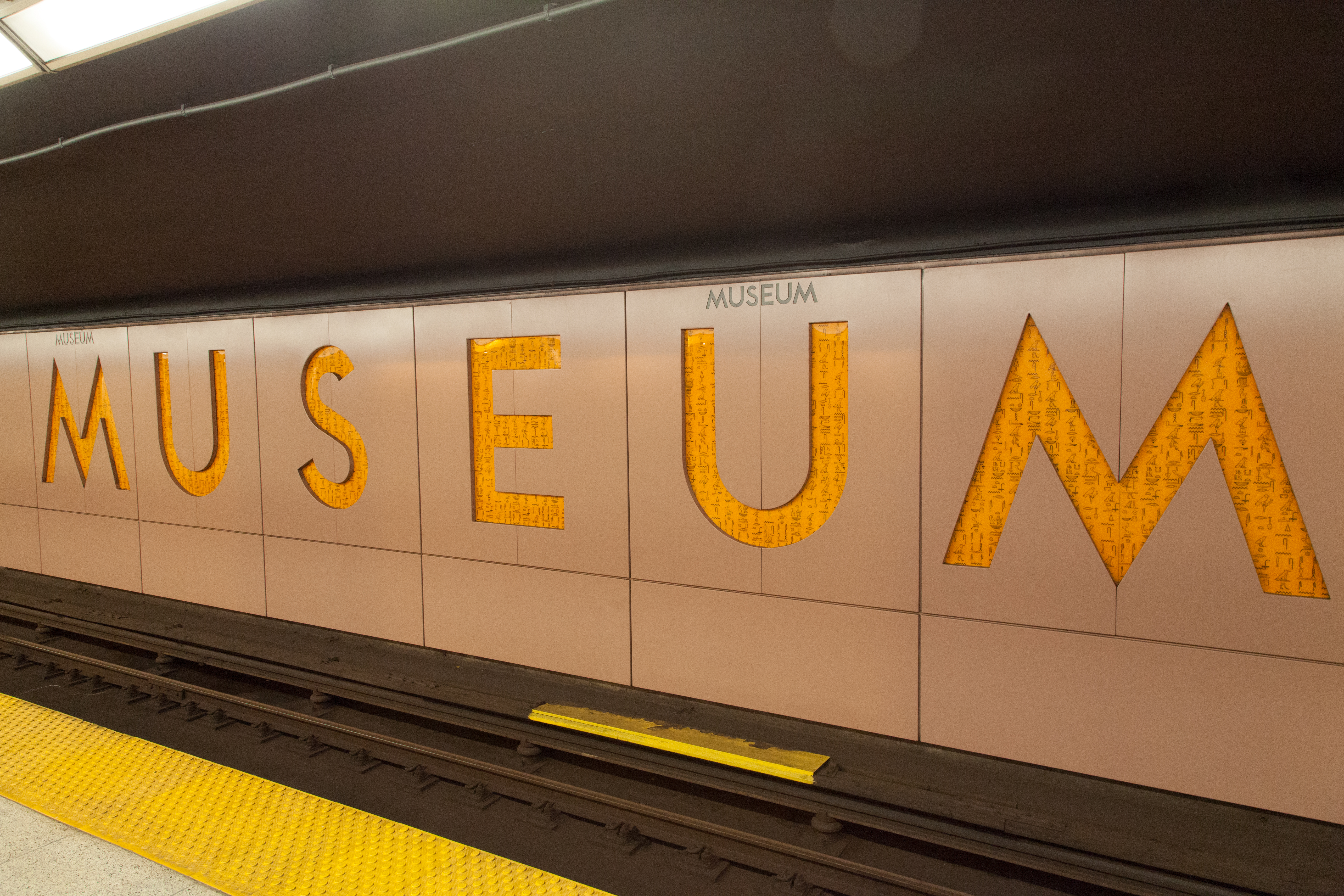
El nombre de la estación tras las vías. El interior de las letras está decorado con jeroglíficos egipcios.